# Synaleurodicus serratus
Synaleurodicus serratus là một loài côn trùng cánh nửa trong họ Aleyrodidae, phân họ Aleurodicinae.
Synaleurodicus serratus được Martin miêu tả khoa học đầu tiên năm 1999.